# Budd and Bartram

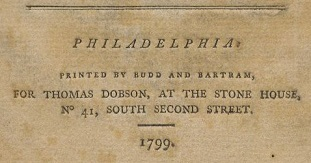
Exemple d'impression réalisé par Budd & Bartram pour Thomas Dobson.

Budd and Bartram est une entreprise d'imprimerie fondée, en 1794 à Philadelphie, par Henry Budd (1774-1853) et Archibald Bartram (22 mars 1774 - 1808). Leur imprimerie installée au 58 North Second Street à Philadelphie, réalisa entre autres le complément de l’Encyclopædia de Thomas Dobson. Ils sont également parmi les premiers aux États-Unis à imprimer des ouvrages médicaux, comme Medical Inquiries and Observations de Benjamin Rush (1794), A system of surgery de Benjamin Bell (1802), ou The proximate cause of disease de John Mace (1802),.